# مسرشمیت ام‌ایی ۱۶۳
مسرشمیت ام‌ئی ۱۶۳ کومت (به انگلیسی: Messerschmitt Me 163 Komet) یک هواگرد ساختِ کارخانهٔ مسرشمیت در کشور آلمان است. نخستین استفاده‌کنندهٔ این هواپیما نیروی هوایی آلمان نازی بوده است.